# Territorialverteidigung der Ukraine
Die Territorialverteidigung der Ukraine (ukrainisch Війська територіальної оборони Wijska terytorialnoi oborony) ist eine Organisation der Ukrainischen Streitkräfte und besteht aus Reservisten sowie ukrainischen und internationalen Freiwilligen. Seit 1. Januar 2022 unabhängig vom ukrainischen Heer, untersteht sie als eigenständige Organisation direkt dem ukrainischen Generalstab. In ihrer Aufgabe der Territorialverteidigung ist sie mit dem Heimatschutz der Bundeswehr zu vergleichen, wobei durch den russischen Überfall auf die Ukraine im Jahr 2022 die Landesverteidigung gegen russische Streitkräfte in den Vordergrund getreten ist.

## Aufgaben
- Militärischer Schutz von Infrastruktur und der Bevölkerung
- Unterstützung der Landstreitkräfte
- Organisation des nationalen Widerstandes beim Angriff und bei der Besetzung durch fremde Truppen auch in den besetzten Gebieten[3][2]

## Organisation
Geplant ist, für jede Region in der Ukraine und die Hauptstadt Kiew je eine Territorialbrigade leichte Infanterie aufzustellen. Diesen 25 Brigaden sollen dann bis zu 150 Territorialbataillone unterstellt werden, insgesamt 140.000 Soldaten. Am 11. Februar 2022 wurde die Erweiterung der Territorialverteidigung auf bis zu zwei Millionen Soldaten durch den Präsidenten angeordnet.

## Internationale Legion
Am 27. Februar 2022 forderte der ukrainische Präsident Personen aus dem Ausland auf, in den ukrainischen Streitkräften zu dienen. Die Internationale Legion der Territorialverteidigung der Ukraine ist in Form von Freiwilligenbataillonen der Territorialverteidigung der Ukraine unterstellt und wird durch diese eingesetzt.